# 조지프 와튼
조셉 워튼 (Joseph Wharton, 1826년 3월 3일 - 1909년 1월 11일)은 미국 필라델피아의 저명한 자본가, 상업가, 자선업자이다.
베슬리헴 스틸과 펜실베니아 대학교의 와튼 경영대학을 설립했다. 또한, 스와스모어 대학교의 설립자 중 한 명이었다.